# Park im. księcia Józefa Poniatowskiego w Łodzi

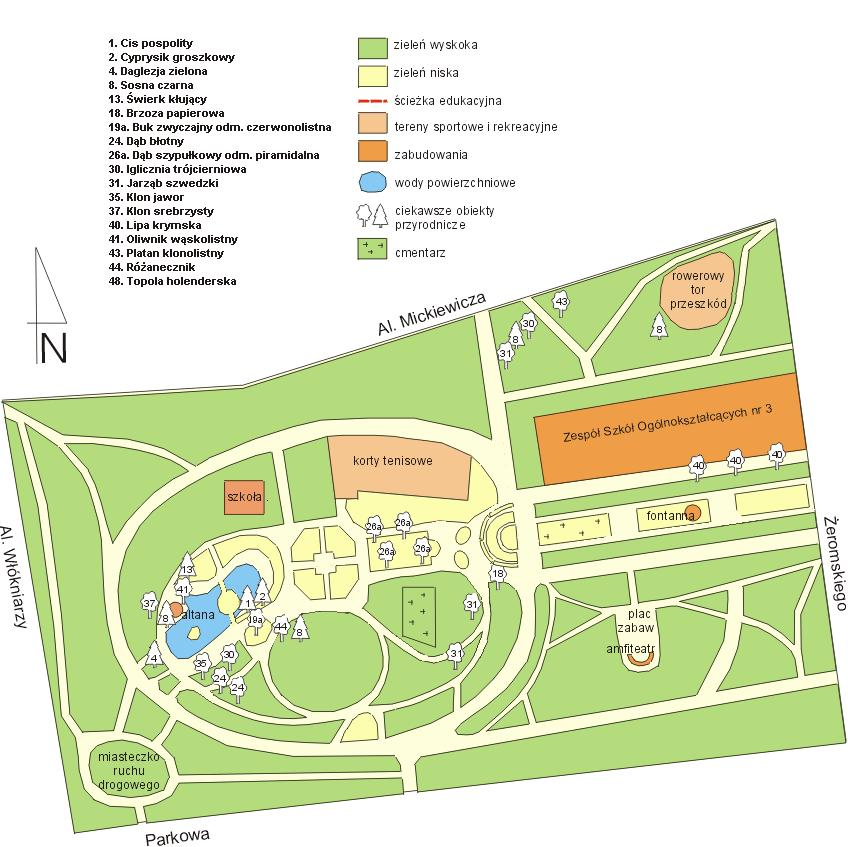

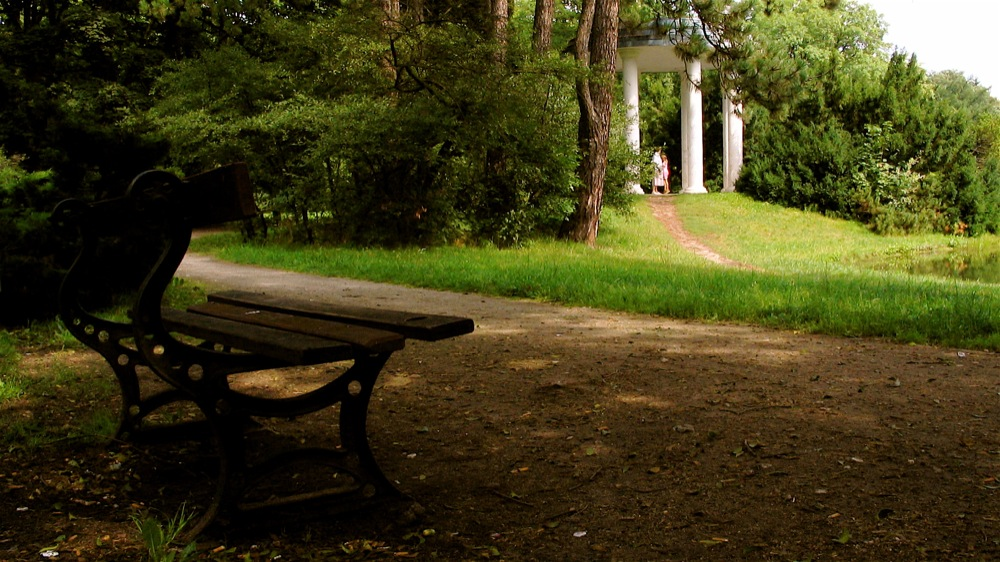

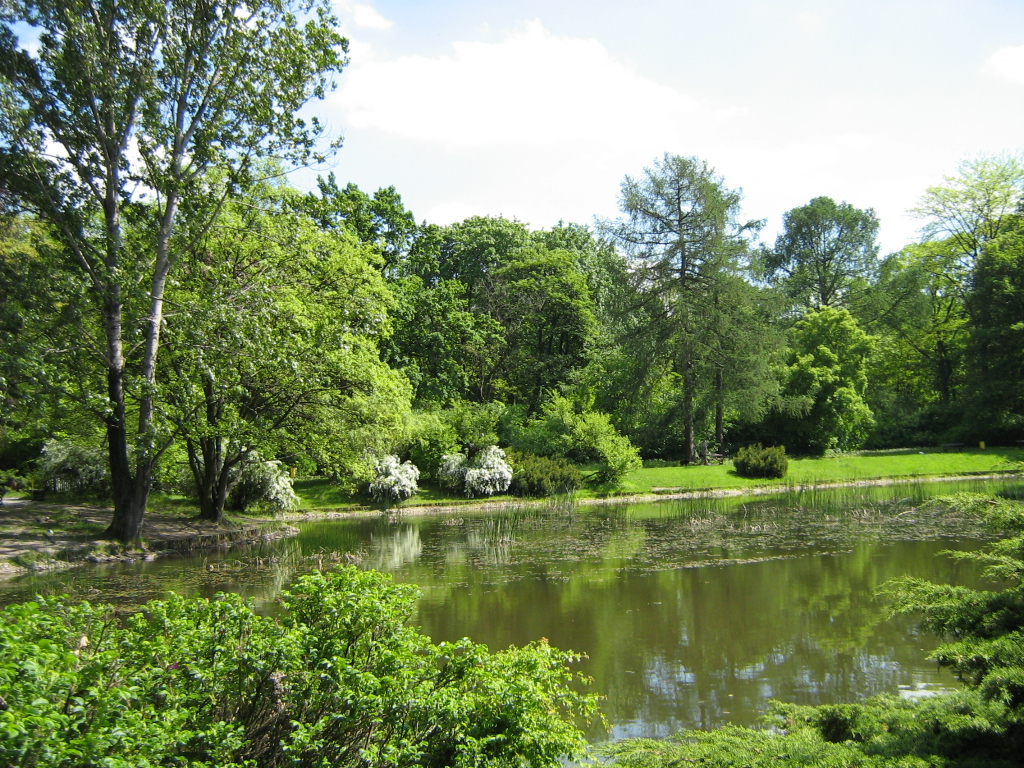

Park im. księcia Józefa Poniatowskiego – park w Łodzi; położony między ulicami: Żeromskiego, Mickiewicza, Jana Pawła II i Parkową. Powierzchnia parku wynosi 41,6 ha.

## Historia parku
Park był realizowany w latach 1904-1910 wg projektu Teodora Chrząńskiego i Waleriana Kornenberga, 1910 z inicjatywy władz miasta, na terenach dawnych lasów miejskich, sięgających znacznie dalej na północ niż obecny park (obejmowały m.in. tereny obecnego szpitala, kościoła i wytwórni filmowej). Jest to jeden z największych i najpiękniejszych parków w Łodzi. Dawna nazwa brzmiała „Ogród przy ulicy Pańskiej”. Od 1917 park nosi imię księcia Poniatowskiego.
Powierzchnia parku z upływem lat uległa zmniejszeniu. Najpierw powstał szpital wojskowy na rogu dawnej ul. Anny (obecnie Mickiewicza) i Pańskiej (ul. Żeromskiego), a w 1925 rozpoczęła się budowa kościoła Matki Boskiej Zwycięskiej przy zbiegu ulic Łąkowej i Anny. W latach 70. XX w. park został przycięty szerokim pasem obecnej al. Mickiewicza i obecnie ma kształt zbliżony do prostokąta. Od północy ograniczony jest al. Mickiewicza, południową granicę wytyczają ulice Parkowa i Radwańska. Od zachodu do parku przylega al. Jana Pawła II, a od wschodu ul. Żeromskiego – tu też usytuowane jest najbardziej reprezentacyjne wejście do parku. W parku znajdują się dwa cmentarze wojenne.
Park posiada oryginalny plan przestrzenny, symetryczny i regularny, z alejkami, zakątkami, trawnikami. Plan parku łączył w sobie elementy naturalnego parku angielskiego i kształtowanego ręką ogrodnika parku francuskiego. Wnętrze na osi wsch.-zach. pozostaje otwartą przestrzenią z urządzoną zielenią niską. Pozostałą porasta drzewostan, który w części jest pozostałością po lasach miejskich. Aby ziścić ideę projektanta, w ciągu kilku lat wycięto półtora tysiąca drzew iglastych, a w ich miejsce wykonano nasadzenia blisko 100 tys. drzew i krzewów.
„Ogród przy Pańskiej” (dawna nazwa ul. Żeromskiego) już od początku nie miał szczęścia, w 1910 plaga dzikich królików spowodowała wielkie szkody, wtedy park został ogrodzony. W czasie I wojny światowej był on otwarty dla ludności. Wówczas z powodu głodu na jego rabatach zamiast kwiatów uprawiano ziemniaki. W kolejnych latach wybudowano boiska, organizowano wypoczynek dla dzieci m.in. ślizgawkę i saneczkowanie, wykopano również staw, a z wydobytej ziemi usypano górkę. Pod koniec lat 20. wybudowano willę mieszkalną dla prezydenta miasta, w kolejnych latach mostek i altankę przy stawie, a także ogródek jordanowski.
3 lipca 1938 w osi głównej parku stanął pomnik Stanisława Moniuszki, niestety został zniszczony przez Niemców rok później. Podczas II wojny światowej Niemcy zamknęli park dla Polaków i Żydów, a większość drzew iglastych będących pozostałością lasów miejskich wycięli, zlikwidowali także ogródek bylinowy i wybudowali w jego miejscu korty do tenisa (ob. Miejski Klub Tenisa). W czasie wojny zniszczone zostało także dno stawu, które odbudowano dopiero w 1957.
W 1946 plenery Parku Poniatowskiego oraz m.in. Mani posłużyły za tło w filmie Zakazane piosenki.

Pamiątką po wojnie są dwa cmentarze żołnierzy radzieckich poległych w styczniu 1945. Do 1991 obok cmentarzy stał Pomnik Wdzięczności Armii Czerwonej. 

## Przyroda
Drzewostan jest bardzo różnorodny. W parku rośnie 14 drzew uznanych za pomniki przyrody, a cały park wpisany jest do rejestru zabytków. Na szczególną uwagę zasługują m.in.: perełkowce japońskie, głóg czarny, jarząb szwedzki, jałowiec sawina. Osobliwością jest trójiglicznia, którą można podziwiać w okolicy ulicy Łąkowej. W północnej części parku można podziwiać jary – zagłębienia powstałe w wyniku wybierania materiału skalnego do budowy miasta. Atrakcję stanowi także staw z wysepką, na której rozpościera się ogródek daliowy.
Przed deszczem można się schronić w pawilonie przeciwdeszczowym, wybudowanym na półwyspie stawu. Jest też muszla koncertowa, a dla mieszkańców chcących zadbać o swoją kondycję sportową udostępniono korty tenisowe.

## Tor rowerowy

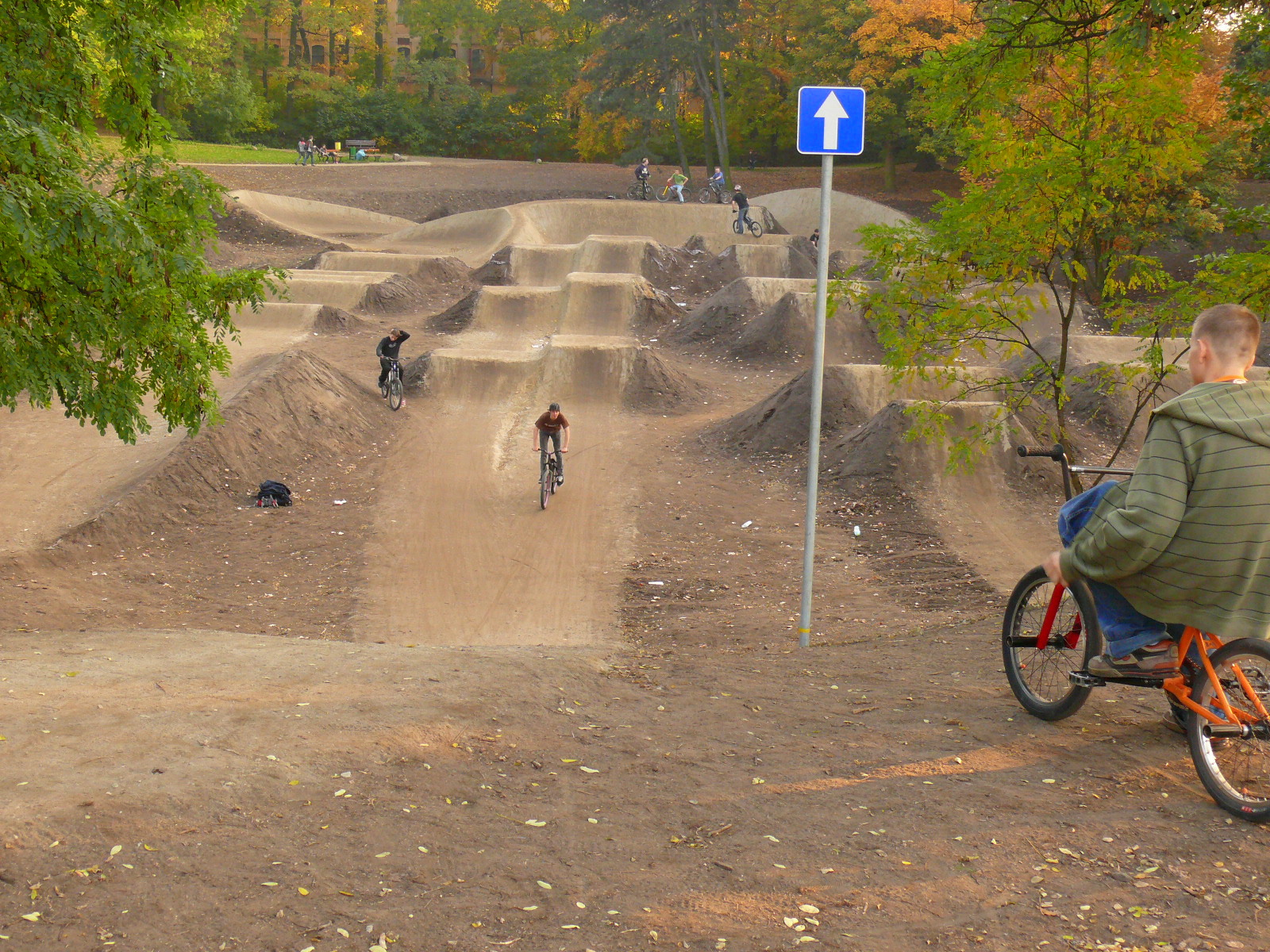

15 października 2008 w północno-wschodniej części parku otwarto tor rowerowy. Cała inwestycja powstała dzięki inicjatywie stowarzyszenia „Alternatywa BMX”, które przekonało władze miasta do wybudowania toru. Na dirtpark składają się 3 sekcje 3 hopek: największa 3x double, 3x średnie, 3x małe table. Dookoła sekcji hopek zakończonej quoterpipem, umieszczono treningowy tor racing z 3 zakrętami.